# باب البنات

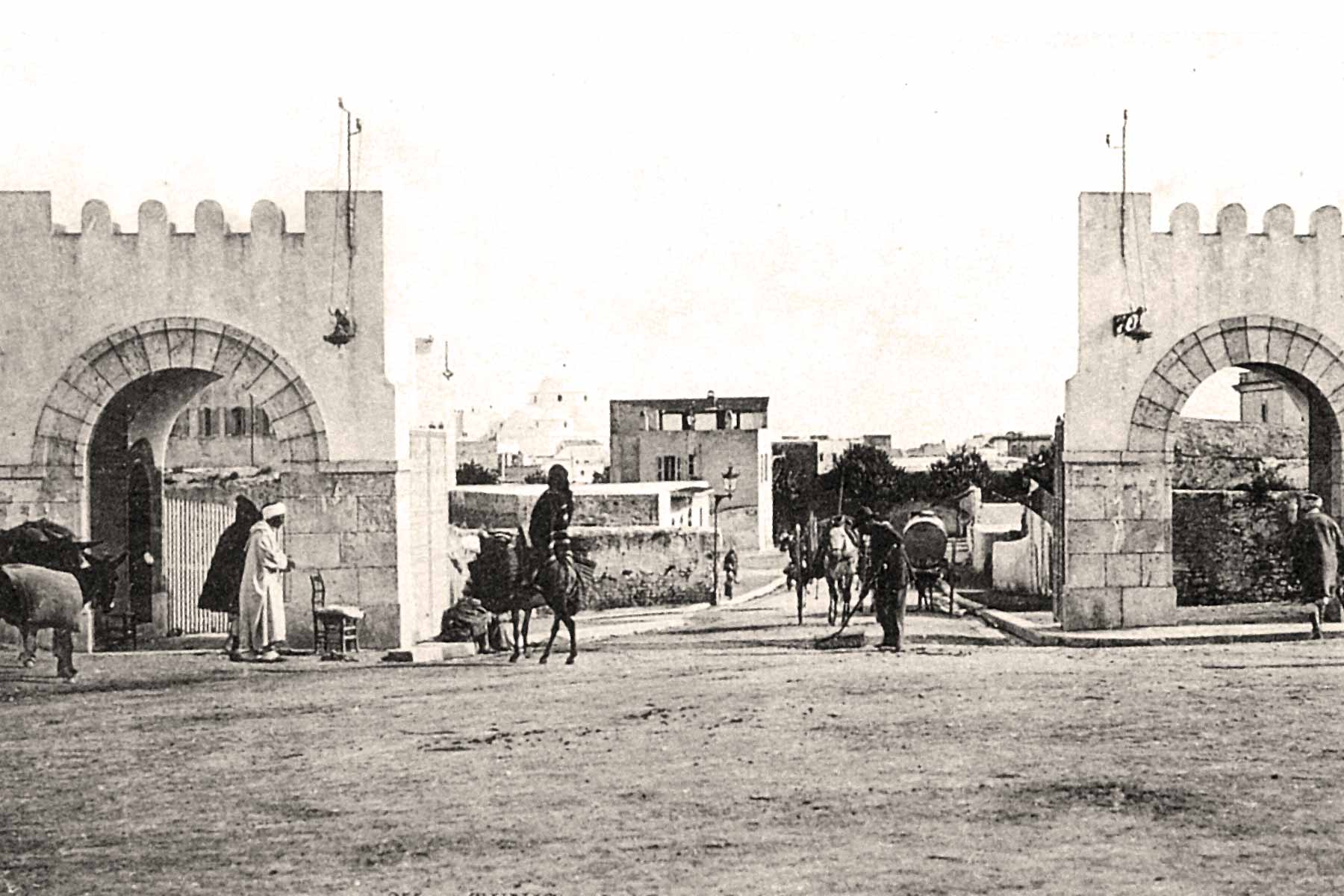
باب البنات عام 1914

باب البنات أحد أبواب مدينة تونس العتيقة، وهو خامس باب يُفتح في أسوار المدينة بين عامي 1228 و1249 م، وهو حاليًا مهدّم. سمي بـباب البنات لأن السلطان أبو زكريا الحفصي (1223-1249) استبنى بنات عدوه يحي بن غانية الثلاث ورباهن في قصر واقع قرب هذا الباب. كان دور هذا الباب هو فصل مدينة تونس العتيقة عن حي الأقارب المسيحيين للسلاطين الحفصيين.